# Alessio Brugna
Alessio Brugna, né le 3 avril 1995 à Rivolta d'Adda, est un coureur cycliste italien. Il est le fils de Walter Brugna, ancien cycliste notamment champion du monde sur piste de demi-fond en 1990.

## Palmarès et résultats

### Palmarès par année
- 2016
  - 2e du Trofeo Menci Spa
  - 3e du Trofeo Gruppo Meccaniche Luciani
- 2017
  - 2e étape du Grand Prix cycliste de Gemenc
  - 2e du Mémorial Polese
  - 2e de Pistoia-Fiorano
  - 3e du Trophée Antonietto Rancilio
  - 3e du Gran Premio San Luigi
  - 3e de la Targa Crocifisso
- 2018
  - 2e de la Coppa Caduti Nervianesi
  - 2e de Pistoia-Fiorano
  - 2e du Memorial Denis Zanette
  - 2e du Mémorial Gianni Biz
  - 2e du Circuito Molinese
  - 3e du Trophée Stefano Fumagalli
  - 3e du Gran Premio Sannazzaro
  - 3e de la Coppa d'Inverno
- 2019
  - Trophée Stefano Fumagalli
  - Trophée Antonietto Rancilio
  - 2e de la Coppa Belricetto
  - 2e du Memorial Denis Zanette
  - 2e du Gran Premio San Luigi
  - 3e du Trofeo Gruppo Meccaniche Luciani
  - 3e de la Coppa Caduti Nervianesi
  - 3e de l'Alta Padovana Tour

### Classements mondiaux
| Année           | 2016   | 2017   | 2018   | 2019   |
| --------------- | ------ | ------ | ------ | ------ |
| UCI Europe Tour | 1 097e | 1 320e | 1 457e | 1 305e |
| UCI Africa Tour |        | 154e   |        |        |